# Helen Darling
Helen Darling (nascida em 1 de Maio de 1965, em Baton Rouge, Louisiana) é uma artista de música country estadounidense. Darling lançou um álbum de estúdio em Decca Nashville. Ela também teve um single na Billboard Hot Country Singles & Tracks chart; "Jenny Come Back," que alcançou a posição Nº.  69 em 1995.
Darling cantou os vocais de fundo no single de Garth Brooks de 1994 "The Red Strokes." Brooks devolveu o favor ao cantar para a música de fundo do álbum de Darling. Dois anos mais tarde, ela cantou ""I Will Always Be With You" para a MGM para All Dogs Go to Heaven 2 com Frazier River, o vocalista Danny Frazier nos créditos. Ela também cantou ""Love Led Us Here" para Disney Muppet Treasure Island com John Berry nos créditos.
Como compositor, Darling teve suas canções gravadas por Reba McEntire, Little Big Town e Mindy McCready, entre outros. Ela também co-escreveu a música de Jo Dee Messina que alcançou Número Um "Bring On the Rain."

## Helen Darling(1995)

### Lista de faixas
1. "Jenny Come Back" (Tia Sillers, John Tirro) - 3:12
2. "I Haven't Found It Yet" (Helen Darling, Chuck Jones) - 3:29
3. "Into the Storm" (Deborah Allen, Billy Burnette, Rafe VanHoy) - 4:40
4. "I Love Him, I Think" (Cathy Majeski, Sunny Russ, Stephony Smith) - 3:49
5. "When the Butterflies Have Flown Away" (Tena Clark, Darling, Gary Prim) - 3:31
6. "Black and White and Blue" (Tony Arata) - 3:50
7. "With Every Twist and Turn" (Susan Duffy) - 2:51
8. "That's How You Know It's Love" (Smith) - 3:51
9. "Next to Love" (Chuck Cannon, Lari White) - 4:18
10. "Even God Must Get the Blues" (Dene Anton, John Scott Sherrill) - 3:46

## Singles
| Ano                                     | Single                   | Peak chart positions | Peak chart positions | Álbum                          |
| Ano                                     | Single                   | US Country           | CAN Country          | Álbum                          |
| --------------------------------------- | ------------------------ | -------------------- | -------------------- | ------------------------------ |
| 1995                                    | "Jenny Come Back"        | 69                   | 86                   | Helen Darling                  |
| 1996                                    | "I Haven't Found It Yet" | —                    | —                    | Helen Darling                  |
| 1996                                    | "Full Deck of Cards"     | —                    | 90                   | West of Yesterday (unreleased) |
| "—" denotes releases that did not chart |                          |                      |                      |                                |

## Vídeos de música
| Ano  | Vídeo                    | Diretor          |
| ---- | ------------------------ | ---------------- |
| 1995 | "Jenny Come Back"        | Greg Vernon      |
| 1996 | "I Haven't Found It Yet" | Charley Randazzo |
| 1996 | "Full Deck of Cards"     | Michael McNamara |